# 1936년 미국 하원의원 선거
1936년 미국 하원의원 선거는 1936년 11월 3일에 치러진 미국 하원의원 선거로, 같이 치러진 대선에서 프랭클린 루즈벨트 대통령이 재선에 성공함에 더불어 민주당이 남북전쟁 직후 이래 최대의 의석점유율을 보이며 대승하였다.

## 선거 결과

### 정당별 선거 결과
의석수
| 정당                | 의석수 |
| ------------------- | ------ |
| 민주당              | 334석  |
| 공화당              | 88석   |
| 위스콘신 진보당     | 8석    |
| 미네소타 농민노동당 | 5석    |
| 합계                | 435석  |

득표
| 정당                | 득표수     | 득표율 |
| ------------------- | ---------- | ------ |
| 민주당              | 23,784,032 | 55.82% |
| 공화당              | 16,878,633 | 39.61% |
| 위스콘신 진보당     | 546,833    | 1.28%  |
| 미네소타 농민노동당 | 492,183    | 1.16%  |
| 기타                | 908,439    | 2.13%  |
| 총합                | 42,610,120 |        |